# Cheri Jo Bates
Cheri Jo Bates (1948 - 1966) foi uma estudante do primeiro ano da Escola de Riverside assassinada no campus da instituição, um dia antes do Halloween, em 30 de outubro de 1966. Ela graduou-se no Colégio Ramona, ex-líder de torcida, e notável estudante. A morte violenta de Bates foi relacionada aos assassinatos do Zodíaco, que ocorreram no nordeste da Califórnia nos anos 60. Steve Hodell, em seu livro Most Evil, afirma que seu pai, George Hodel, matou Bates.

## Cena do crime
Uma autópsia no corpo de Bates revelou que ela lutou para escapar de seu assassino. Um vigia encontrou seu corpo por volta das 6h da manhã. Ela foi esfaqueada inúmeras vezes nos pulmões, braços, garganta e rosto. Seu corpo jazia de barriga para baixo próxima a uma estrada de terra perto de um depósito do campus. Ela vestia uma blusa simples e calças salmão. As roupas aparentavam estarem normais exceto pelo fato de estarem ensopadas de sangue. O carro amarelo de Bates estava estacionado à metros de distância do local. O fio da ignição estava ruim, mas a chave estava no lugar. Três livros com matéria sobre os Estados Unidos estavam no banco da frente do veículo.